# Peru op de Olympische Zomerspelen 2008
Peru nam deel aan de Olympische Zomerspelen 2008 in Peking, China.
Peru debuteerde op de Zomerspelen in 1900 en deed in 2008 voor de zeventiende keer mee. Peru won op eerdere Zomerspelen vier medailles.

## Deelnemers en resultaten

### Atletiek
| Olympiër         | Discipline      | Resultaat | Prestatie                            |
| ---------------- | --------------- | --------- | ------------------------------------ |
| Constantino León | marathon (m)    | 61e       | 2:28.04                              |
| Louis Tristán    | verspringen (m) | 32e       | kwalificatie groep B: 16de met 7,62m |
|                  |                 |           |                                      |
| Constantino León | marathon (v)    | 39e       | 2:35.19 (NR)                         |

### Badminton
| Olympiër       | Discipline    | Resultaat | Prestatie                                                 |
| -------------- | ------------- | --------- | --------------------------------------------------------- |
| Claudia Rivero | enkelspel (v) | 17e       | 1ste ronde: vrij 2de ronde: V van FRA Hongyan: 6-21, 9-21 |

### Gewichtheffen
| Olympiër         | Discipline | Resultaat | Prestatie                                                  |
| ---------------- | ---------- | --------- | ---------------------------------------------------------- |
| Cristina Cornejo | +75kg (v)  | 10e       | trekken: 11de met 97kg stoten: 9de met 128kg totaal: 225kg |

### Judo
| Olympiër       | Discipline | Resultaat | Prestatie |
| -------------- | ---------- | --------- | --- |
| Carlos Zegarra | +100kg (m) | 13e       | 1ste ronde: vrij 2de ronde: W van ARG Sandro López: ippon 3de ronde: V van CUB Brayson: ippon herkansingen: V van LIB Hachache: waza-ari |

### Schermen
| Olympiër         | Discipline | Resultaat | Prestatie                           |
| ---------------- | ---------- | --------- | ----------------------------------- |
| Maria Luisa Doig | floret (v) | 33e       | 1ste ronde: V van GER Wachter: 4-15 |

### Schietsport
| Olympiër        | Discipline | Resultaat | Prestatie                                          |
| --------------- | ---------- | --------- | -------------------------------------------------- |
| Marco Matellini | skeet (m)  | 40e       | kwalificatie: 40ste met 95 punten (17-19-15-22-22) |

### Taekwondo
| Olympiër           | Discipline | Resultaat | Prestatie |
| ------------------ | ---------- | --------- | --- |
| Peter Lopez Santos | -68kg (m)  | 5e        | voorronde: W van AUS Hasan: 3-1 kwartfinale: W van NGR Muhammad: 3-0 halve finale: V van USA López: 1-2 bronzen finale: V van TUR Tazegül: 0-1 |

### Worstelen
| Olympiër       | Discipline     | Resultaat      | Prestatie |
| Grieks-Romeins | Grieks-Romeins | Grieks-Romeins | Grieks-Romeins |
| -------------- | -------------- | -------------- | --- |
| Sixto Barrera  | -74kg (m)      | 11e            | kwalificatie: vrij 1ste ronde: W van LTU Venckaitis: 3-1 kwartfinale: V van CHN Chang: 1-3 herkansingen: V van BUL Yanankiev: 0-3 |

### Zeilen
| Olympiër       | Discipline       | Resultaat | Prestatie                               |
| -------------- | ---------------- | --------- | --------------------------------------- |
| Paloma Schmidt | Laser Radial (v) | 26e       | 163 punten: (9-26-27-28-14-26-22-12-28) |

### Zwemmen
| Olympiër             | Discipline           | Resultaat | Prestatie                    |
| -------------------- | -------------------- | --------- | ---------------------------- |
| Emmanuel Crescimbeni | 200m vlinderslag (m) | 43e       | serie 1: 3de in 2.02,13      |
|                      |                      |           |                              |
| Valeria Silva        | 100m schoolslag (v)  | 38e       | serie 2: 2de in 1.11,64 (NR) |

Afghanistan · Albanië · Algerije · Amerikaanse Maagdeneilanden · Amerikaans-Samoa · Andorra · Angola · Antigua en Barbuda · Argentinië · Armenië · Aruba · Australië · Azerbeidzjan · Bahama's · Bahrein · Bangladesh · Barbados · België · Belize · Benin · Bermuda · Bhutan · Bolivia · Bosnië en Herzegovina · Botswana · Brazilië · Britse Maagdeneilanden · Bulgarije · Burkina Faso · Burundi · Cambodja · Canada · Centraal-Afrikaanse Republiek · Chili · China · Chinees Taipei · Colombia · Comoren · Congo-Brazzaville · Congo-Kinshasa · Cookeilanden · Costa Rica · Cuba · Cyprus · Denemarken · Djibouti · Dominica · Dominicaanse Republiek · Duitsland · Ecuador · Egypte · El Salvador · Equatoriaal-Guinea · Eritrea · Estland · Ethiopië · Fiji · Filipijnen · Finland · Frankrijk · Gabon · Gambia · Georgië · Ghana · Grenada · Griekenland · Groot-Brittannië · Guam · Guatemala · Guinee · Guinee‑Bissau · Guyana · Haïti · Honduras · Hongarije · Hongkong · Ierland · IJsland · India · Indonesië · Irak · Iran · Israël · Italië · Ivoorkust · Jamaica · Japan · Jemen · Jordanië · Kaaimaneilanden · Kaapverdië · Kameroen · Kazachstan · Kenia · Kirgizië · Kiribati · Koeweit · Kroatië · Laos · Lesotho · Letland · Libanon · Liberia · Libië · Liechtenstein · Litouwen · Luxemburg · Macedonië · Madagaskar · Malawi · Malediven · Maleisië · Mali · Malta · Marshalleilanden · Marokko · Mauritanië · Mauritius · Mexico · Micronesië · Moldavië · Monaco · Mongolië · Montenegro · Mozambique · Myanmar · Namibië · Nauru · Nederland · Nederlandse Antillen · Nepal · Nicaragua · Nieuw-Zeeland · Niger · Nigeria · Noord-Korea · Noorwegen · Oeganda · Oekraïne · Oezbekistan · Oman · Oostenrijk · Oost‑Timor · Pakistan · Palau · Palestina · Panama · Papoea-Nieuw-Guinea · Paraguay · Peru · Polen · Portugal · Puerto Rico · Qatar · Roemenië · Rusland · Rwanda · Saint Kitts en Nevis · Saint Lucia · Saint Vincent en Grenadines · Salomonseilanden · Samoa · San Marino · Sao Tomé en Principe · Saoedi-Arabië · Senegal · Servië · Seychellen · Sierra Leone · Singapore · Slovenië · Slowakije · Soedan · Somalië · Spanje · Sri Lanka · Suriname · Swaziland · Syrië · Tadzjikistan · Tanzania · Thailand · Togo · Tonga · Trinidad en Tobago · Tsjaad · Tsjechië · Tunesië · Turkije · Turkmenistan · Tuvalu · Uruguay · Vanuatu · Venezuela · Verenigde Arabische Emiraten · Verenigde Staten · Vietnam · Wit-Rusland · Zambia · Zimbabwe · Zuid-Afrika · Zuid-Korea · Zweden · Zwitserland
Uitgesloten van deelname: Brunei